# Ralph Converse House
La Ralph Converse House est une maison américaine à Phoenix, dans le comté de Maricopa, en Arizona. Construite en 1935 dans le style Pueblo Revival, elle est inscrite au Registre national des lieux historiques depuis le 8 avril 2010.